# Tharsanthes aurantia
Tharsanthes aurantia is een vlinder uit de familie van de snuitmotten (Pyralidae). De wetenschappelijke naam van de soort werd voor het eerst geldig gepubliceerd in 1912 door Dukinfield-Jones als Chrysauge aurantia.